# Synagelides zhaoi
Synagelides zhaoi is een spinnensoort in de taxonomische indeling van de springspinnen (Salticidae).
Het dier behoort tot het geslacht Synagelides. De wetenschappelijke naam van de soort werd voor het eerst geldig gepubliceerd in 2003 door Peng, Li & Jun Chen.